# Folkert Idsinga
Folkert Lútsen Idsinga (Bakkeveen, 22 december 1971) is een Nederlands politicus namens NSC. Sinds 27 november 2024 is hij lid van Tweede Kamer. Hij was van 2 juli tot 1 november 2024 staatssecretaris Fiscaliteit en Belastingdienst in het kabinet-Schoof. Idsinga was eerder (2021-2023) Tweede Kamerlid voor de Volkspartij voor Vrijheid en Democratie (VVD) en (2023-2024) voor NSC.

## Biografie

### Opleiding en loopbaan
Idsinga ging van 1984 tot 1990 naar het gymnasium β op het Drachtster Lyceum. Daarna studeerde hij van 1990 tot 1996 fiscale economie aan de Rijksuniversiteit Groningen en haalde zijn diploma in 1996. Hij werkte bij accountantskantoor Arthur Andersen tot hij in 2002 een baan kreeg bij Baker McKenzie. Idsinga was daar gespecialiseerd in omzetbelasting en hij werd er partner in 2004. Van 2003 tot en met 2012 was hij hoofd van de Europese Indirect Tax groep. Tussen 2004 en 2014 gaf hij tevens les als universitair docent op de Vrije Universiteit Amsterdam. Van 2012 tot en met 2015 was hij hoofd van de NL tax group van Baker McKenzie Amsterdam. Van juli 2015 tot 2017 was hij joint managing partner en co-voorzitter van de raad van bestuur van het kantoor in Amsterdam. Van 2017 tot en met 2018 was hij managing partner en voorzitter van de raad van bestuur. Hij bleef daarna werken voor Baker McKenzie als partner.

### Politieke loopbaan
Idsinga was bij de Tweede Kamerverkiezingen van 2021 de 33e kandidaat van de VVD. Hij ontving 483 voorkeurstemmen en werd op 31 maart 2021 beëdigd als lid van de Tweede Kamer der Staten-Generaal. In zijn portefeuille had hij fiscale aangelegenheden en alle aangelegenheden van de Belastingdienst, financiële verhoudingen tussen Rijk en decentrale overheden, exportkredietverzekeringen en –faciliteiten, Holland Casino en Staatsloterij, Muntwezen en Domeinen Roerende Zaken. Idsinga was lid van de contactgroepen Duitsland, Verenigd Koninkrijk en Verenigde Staten en van de vaste commissies voor Defensie, Digitale Zaken, Economische Zaken en Klimaat (plaatsvervangend), Europese Zaken (plaatsvervangend), Financiën, Infrastructuur en Waterstaat (plaatsvervangend) en de commissie voor de Rijksuitgaven.
Toen begin juli 2023 het kabinet-Rutte IV viel, kondigde Idsinga aan zich niet opnieuw voor de Tweede Kamer verkiesbaar te stellen. Op 5 september 2023, de eerste Tweede Kamerdag na het zomerreces, deelde hij mee niet terug te keren in het parlement. Een paar weken later bleek hij zich voor de verkiezing van 22 november 2023 kandidaat te hebben gesteld op de lijst van de partij Nieuw Sociaal Contract (NSC) van Pieter Omtzigt. Vanaf 6 december 2023 was hij weer Tweede Kamerlid en maakte hij deel uit van de twintigkoppige NSC-fractie.
Op 2 juli 2024 werd Idsinga staatssecretaris Fiscaliteit en Belastingdienst in het nieuwe kabinet-Schoof. Als gevolg daarvan was hij geen lid meer van de Tweede Kamer. Hij legde de ambtseed af in het Fries. Hoewel hij bij zijn aantreden inzicht had gegeven over de grootte van zijn vermogen en het beheer op afstand had gezet, eiste op 30 oktober 2024 een Kamermeerderheid dat hij zijn aandelenportefeuille tot in detail bekend moest maken. Idsinga oordeelde dat daardoor openlijk getwijfeld werd aan zijn onafhankelijkheid en het scheiden van zijn zakelijke belangen en het landsbelang. Hij vond dit onverteerbaar en bood zijn ontslag aan. Op 1 november 2024 werd hem op zijn verzoek ontslag verleend als staatssecretaris, naar eigen zeggen omdat hij niet meer het vertrouwen ervoer dat nodig is. Idsinga zei als staatssecretaris niet verder te willen en te kunnen, mede nadat de grootste coalitiepartij de Partij voor de Vrijheid (PVV) zich aansloot bij het verzoek tot openbaarmaking van zijn aandelenportefeuille. Twee dagen na zijn vertrek gaf hij alsnog openheid over zijn zakelijke belangen. Idsinga werd opgevolgd door Tjebbe van Oostenbruggen.
Door het vertrek van Van Oostenbruggen kwam er een zetel vrij in de NSC-fractie van de Tweede Kamer. Na een gesprek met partijleider Omtzigt en diens tijdelijk vervanger Van Vroonhoven besloot Idsinga die vrijgekomen zetel in te gaan nemen. Op 27 november 2024 werd hij voor de derde keer beëdigd als lid van de Tweede Kamer.

### Privéleven
Idsinga is getrouwd en heeft twee kinderen.